# Avianova
Avianova S.p.A. è stata una compagnia aerea regionale italiana fondata a Olbia nel 1986 e totalmente controllata da Alisarda.

## Storia
La compagnia fu fondata nel dicembre 1986 da Alisarda come sussidiaria per effettuare voli a corto raggio. Iniziò le operazioni nell'agosto 1987 con due biturbina ATR 42. Nel giugno 1989 il 50% delle quote fu acquistato da ATI-Aero Trasporti Italiani, che fornì alcuni dei suoi ATR 42: in questo contesto avvenne una ristrutturazione della rete e dell’amministrazione, tra cui il trasferimento della base operativa principale da Olbia a Roma-Fiumicino. Nello stesso anno Avianova rilevò buona parte della rete della defunta aerolinea regionale Aliblu Airways.
Nel 1993 il pacchetto azionario Avianova era controllato per il 45% da ATI, il 33% da IMI Bank Luxembourg, l'11% da Iccri Bruxelles Lambert S.p.A. e l'11% da Meridiana Finanza S.p.A.. Contestualmente alla variazione delle partecipazioni avvenuta in quell'anno, la livrea fu modificata abbandonando i colori blu, rosso, arancione e bianco e adottando il marchio tipico di Alitalia sulla coda e la scritta Avianova sulla parte bassa anteriore della fusoliera, diventata tutta bianca. Nel 1994 ATI fu integrata completamente in Alitalia SpA e nel 1995 il pacchetto azionario di Avianova fu interamente acquistato da quest'ultima per 19,7 miliardi di lire.

La rete dei collegamenti nel 1996.

Il 23 febbraio 1995 Avianova prese in consegna quattro biturbina ATR 72 e, il 6 dicembre dello stesso anno, il primo bireattore Fokker F70 da Alitalia, che, a sua volta, li aveva ottenuti in leasing da ILFC. A causa delle difficoltà finanziarie che Fokker stava attraversando e di una controversia sindacale in merito a disparità salariali tra i piloti di Avianova e quelli di Alitalia, però dei 15 esemplari previsti ne furono consegnati solo cinque F70.
Nel novembre 1996 Avianova entrò a far parte di Alitalia Team, una divisione della compagnia di bandiera caratterizzata da contratti meno onerosi, mentre nell'autunno 1997 fu integrata nella neonata Alitalia Express.

## Flotta storica
Nel corso della sua esistenza Avianova ha operato con i seguenti aeromobili:

## Immagini

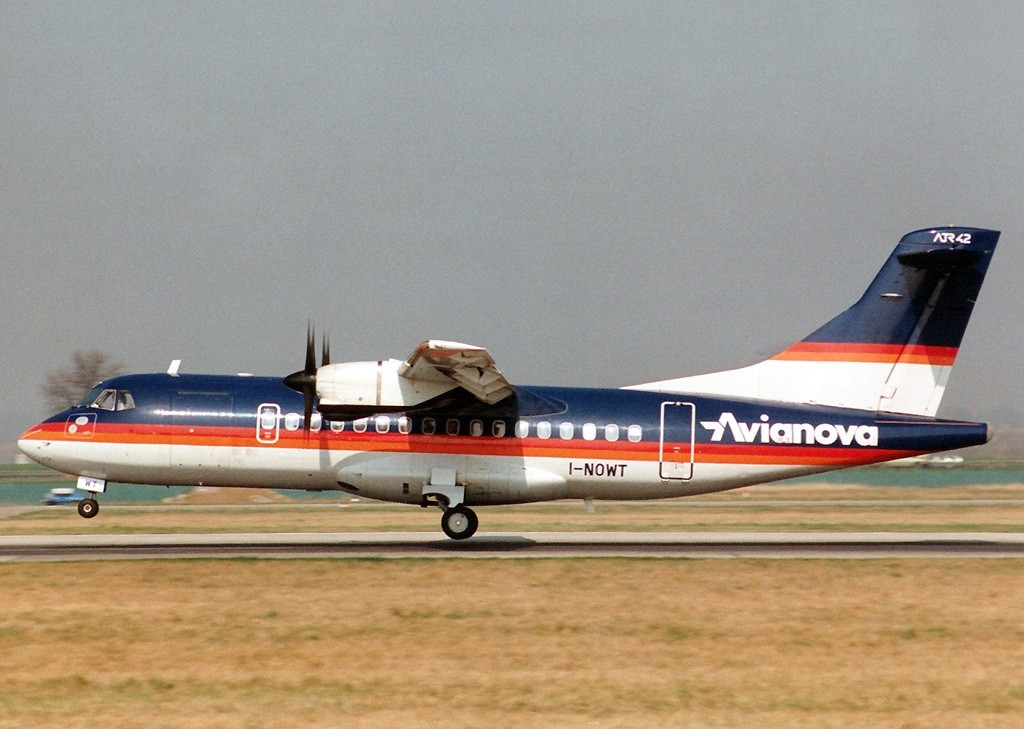
ATR 42-300 nell'originaria livrea Avianova
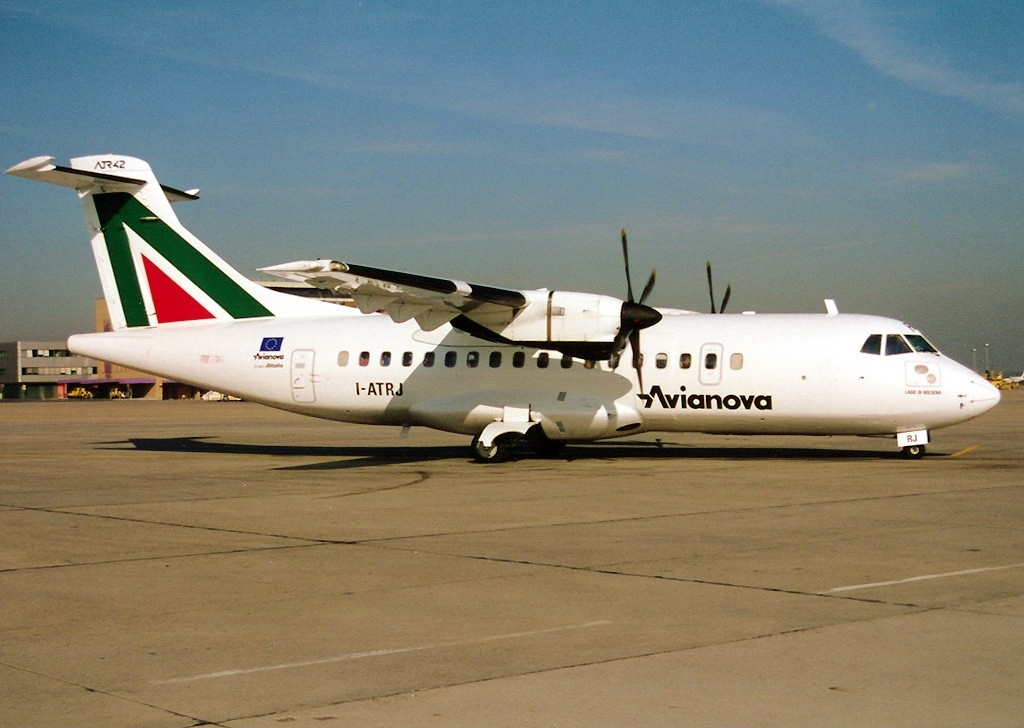
ATR 42-300 nella livrea adottata all'interno del Gruppo Alitalia
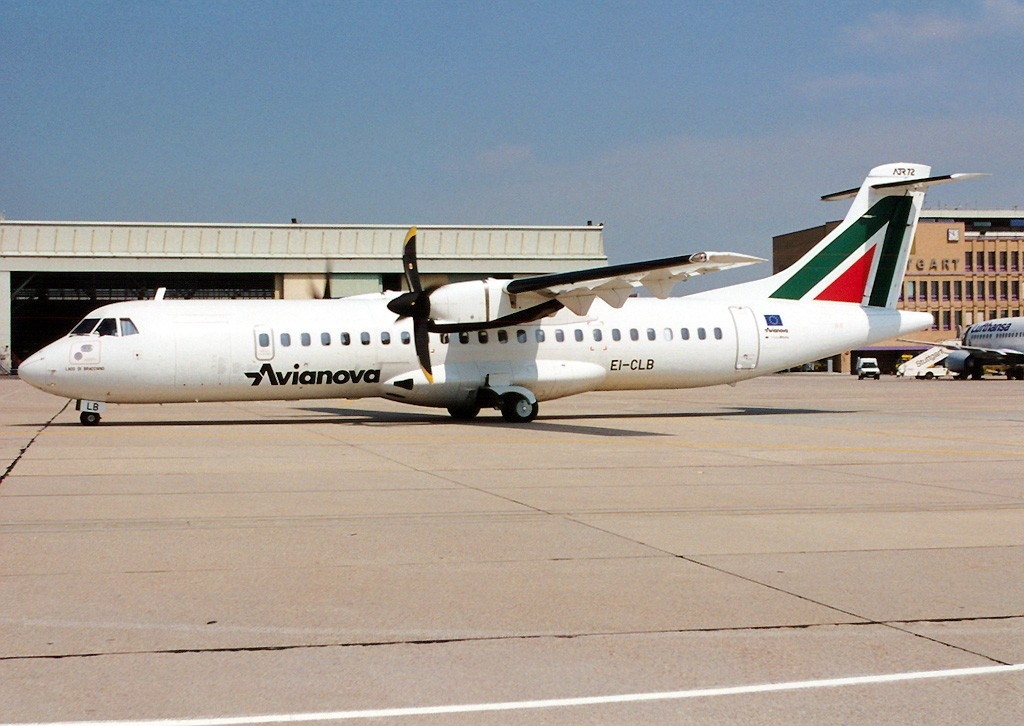
ATR 72-200